# Franjo Tuđman
Franjo Tuđman (Veliko Trgovišće, 14. svibnja 1922. – Zagreb, 10. prosinca 1999.), hrvatski povjesničar, akademik HAZU, državnik te prvi predsjednik suverene i samostalne Republike Hrvatske.
Sudionik antifašističkog pokreta od 1941., kao obavještajni časnik. Nakon rata djeluje u Glavnom stožeru JNA u Beogradu, potom na visokim vojno-političkim položajima u Glavnoj personalnoj upravi JNA, Ministarstvu obrane i Generalštabu. Završio studij na Višoj vojnoj akademiji 1957.; čin general-majora stekao 1960. Na vlastiti zahtjev napustio vojnu službu 1961. te se posvetio znanstveno-istraživačkom radu.
Osnovao Institut za historiju radničkog pokreta u Zagrebu, čiji je ravnatelj bio od 1961. do 1967. Stupanj doktora povijesnih znanosti postigao je 1965., a od 1963. do 1967. je izvanredni profesor na Fakultetu političkih znanosti u Zagrebu.
Skupio je opsežnu povijesnu građu i pisao o povijesti Komunističke partije Hrvatske, u kojoj je, nasuprot jugoslavenskom unitarizmu, isticao nacionalnu sastavnicu njezine borbe protiv velikosrpskog režima Kraljevine Jugoslavije. Izbačen iz Saveza komunista 1967. i umirovljen.
1972. je osuđen na dvije godine zatvora zbog "nacionalizma", s obzirom na to da je njegov povjesničarski rad došao u koliziju sa službenom propagandom komunističke Jugoslavije; s odsluženja kazne bio je pušten nakon 9 mjeseci. Nakon intervjua švedskoj televiziji 1981. ponovo mu je suđeno zbog  "kontrarevolucionarne djelatnosti"; u čemu je osobito bio "kriv" zbog revizije jugoslavenske propagande o  Sabirnom logoru Jasenovac, koja je inzistirala na "Jasenovačkom mitu" o preko 700.000 žrtava tog logora; taj izrazito visoki broj žrtava je korišten za de facto demoniziranje Hrvata, čiji je nacionalizam predstavljao najočitiju prijetnju opstanku komunističke Jugoslavije. Tuđman se usudio prezentirati podatke 1964. godine službeno provedenog popisa žrtava rata u SFRJ, prema kojima je u Jasenovcu smrtno stradalo nekoliko desetaka tisuća ljudi, makar su podatci tog popisa - koji su opovrgavali neke ključne elemente propagande kojima je režim komunističke Jugoslavije opravdavao svoju vladavinu lišenu demokratskog legitimiteta - bili stavljeni do embargo sve do kraja SFR Jugoslavije. Tuđman je osuđen na 3 godine zatvora, ali je s odsluženja kazne pušten 1983. iz zdravstvenih razloga. Tijekom 1984., vraćen je u zatvor radi izdržavanja ostatka kazne, da bi nakon četiri mjeseca zbog pogoršanja zdravstvenog stanja bio uvjetno pušten iz zatvora.
Kao zagovornik hrvatske samostalnosti, politički se angažirao potkraj 1980-ih. Godine 1989. osniva Hrvatsku demokratsku zajednicu te do smrti ostaje njezin predsjednik. Nakon pobjede HDZ-a na izborima 1990. godine, izabran je za predsjednika Predsjedništva Socijalističke Republike Hrvatske. Nakon donošenja demokratskog Ustava 1990., izabran je 1992. godine za predsjednika Republike Hrvatske. Autor je Deklaracije o neovisnosti Hrvatske od 25. lipnja 1991. godine i preambule Ustava Republike Hrvatske. Kao vrhovni zapovjednik, vodio je obranu Hrvatske u Domovinskom ratu. Reizabran je za predsjednika RH 1997., a Hrvatska demokratska zajednica ponovno pobjeđuje na parlamentarnim izborima 1992. i 1995. godine.
Temelji njegove politike bili su: ujedinjenje svih Hrvata, neovisno o ideološkoj usmjerenosti, u jedan političko-nacionalni pokret čiji je cilj bio samostalna država; ponovni ulazak u srednjoeuropski civilizacijski krug i debalkanizacija Hrvatske; obnavljanje potiskivanih i stigmatiziranih hrvatskih tradicija, kulture, jezika i povijesti.[nedostaje izvor]
Njegova je politika izazvala prijepore u dijelu domaće i međunarodne javnosti. Oporba ga je kritizirala zbog autoritarnog političkog nastupa i naglašeno stranačke vlasti, uz aferama opterećenu privatizaciju tzv. društvenog vlasništva. 
U njegovu čast, kao oblik jedne od najvećih počasti, zračna luka u Zagrebu nosi njegovo ime, kao i mostovi u Dubrovniku i Osijeku.
Uz Stjepana Radića i Antu Starčevića predstavlja simbol i oličenje hrvatske rodoljubne politike. Njegovim odlaskom završile su "zlatne devedesete" u kojima je Hrvatska putem prvih višestranačkih demokratskih izbora i pobjedom u Domovinskom ratu ostvarila devestoljetni san o hrvatskoj samostalnosti. U novom tisućljeću Hrvatsku je zahvatio val detuđmanizacije i umanjivanja vrijednosti Domovinskog rata,[nedostaje izvor] predvođen trećesiječanjskom vladom na čelu s Ivicom Račanom, predsjednikom RH i bivšim Tuđmanovim suradnikom Stjepanom Mesićem; detuđmanizaciju je potom još nekoliko godina nastavila vlada RH predvođena premijerom Ivom Sanaderom. ↓bilj

## Mladost, Drugi svjetski rat i vojna karijera
Franjo Tuđman potječe iz seoske obitelji srednjega imovnog staleža. Rođen je u Velikom Trgovišću 14. svibnja 1922. u braku Stjepana i Justine (rođ. Gmaz). Pored Franje obitelj Tuđman imala je još dva sina: Ivicu i Stjepana. Otac mu je bio ugledni član HSS-a i općinski načelnik. Majka mu je umrla 1929. kada je Franjo pošao u osnovnu školu. Pučku je školu pohađao u rodnom mjestu (1929. – 1933.), a u Zagrebu Državnu II. mušku građansku školu (1935. – 1939.) te Trgovačku akademiju Udruženja trgovaca (1939. – 1941.), uglavnom se uzdržavajući sam.
Moguće uhićenje u doba starojugoslavenskoga režima 1940. o kojemu pišu službene Tuđmanove biografije još nije dovoljno razjašnjeno. Hrvatska enciklopedija navodi da je bio pritvoren 1940. kao srednjoškolac zbog sudjelovanja u ljevičarskoj manifestaciji. Tuđmanova obitelj podupirala je hrvatski nacionalni pokret pod vodstvom HSS-a i Mačeka, dok se Franjo Tuđman tijekom 2. svjetskog rata pridružio komunističkim partizanima. U proljeće 1941. prekinuo je školovanje i uključio se u antifašistički pokret; od 1942. bio je član KPJ. Djelovao je na području sjeverozapadne Hrvatske; od 1942. bio je rukovoditelj ilegalne partizanske tiskare (Glas Hrvatskog zagorja), od 1943. zamjenik komesara 2. zagorskoga partizanskog odreda, a od 1944. zamjenik komesara Brigade Braća Radić, komesar 32. divizije te načelnik Personalnog odsjeka Štaba X. korpusa. Franjin otac je bio vijećnik ZAVNOH-a i AVNOJ-a. Brat Stjepan poginuo je kao pripadnik antifašističkoga pokreta u proljeće 1943. godine. U siječnju 1945. upućen je u Vrhovni štab Narodnooslobodilačke vojske Jugoslavije u Beogradu, gdje je radio u Glavnoj personalnoj upravi Ministarstva obrane, kao načelnik Drugog (organizacijskog) odjela. Vjenčao se s Ankicom Tuđman 25. svibnja 1945. godine.
Godine 1946. dogodila se i obiteljska tragedija koja nije u potpunosti razjašnjena; Tuđmanov otac Stjepan zajedno s njegovom pomajkom umro je nasilnom smrću pod sumnjivim okolnostima koje su kasnije različito tumačene (samoubojstvom, nesretnim slučajem...), ali prevladala je inačica po kojoj mu je oca kao kritičara nove, totalitarne vlasti likvidirala politička policija OZNA. Unatoč tomu, Tuđmanov uspon u vojnoj hijerarhiji nije bio spriječen: završio je i Višu vojnu akademiju JNA (1955. – 1957.). Od polovice 1950-ih objavljivao je radove s područja vojne povijesti i doktrine, u kojima, na temelju iskustva antifašističkog rata u Jugoslaviji, zastupa ideju o univerzalnom značenju partizanskog rata i koncepcije naoružanoga naroda, što će cjelovitije izložiti u svojoj prvoj knjizi. 
Dana 23. svibnja 1954. Franjo Tuđman postaje tajnik, a u svibnju 1958. godine i predsjednik JSD Partizan, koji je tijekom cijeloga postojanja druge i treće Jugoslavije bio u stvarnosti vojni klub. Za vrijeme njegova predsjedavanja izabran je dres s prepoznatljivim crno-bijelim prugama. Dizajn dresa je (po Tuđmanu) bio nadahnut dresovima Juventusa.
Od 1957. radio je u Generalštabu JNA, kao načelnik Studijskog odjela Prve uprave. Tada je objavio i svoje prvo značajno djelo, Rat protiv rata, (Zagreb 1957.), opsežnu studiju o partizanskom ratovanju kroz povijest s naglaskom na jugoslavenskom partizanskom ratu, no protkano opširnim raščlambama o ratu u nizozemskim provincijama u 17. st., španjolskom ustanku protiv Napoleona, kao i mnogim drugim primjerima gerilskoga ratovanja. Ta je studija značajno učvrstila ugled Tuđmana kao vojnopovijesnoga znalca, a u sljedećim desetljećima naraštaji jugoslavenskih generala preuzimali su izvatke iz njegove knjige kao okosnicu za generalske ispite. Iako je 1960. promaknut u čin general-majora, Tuđman je već sljedeće godine svojom voljom napustio vojnu službu.
Motivi za takav postupak su dosta jasni: sama vojna struktura je omogućavala materijalno siguran, no duhovno skučen život, a Tuđmanovi se interesi, koji su pokrivali vojno, povijesno, političko i kulturno područje nisu mogli zadovoljiti u takvom miljeu. Također, dogmatizam i ideološko zatupljivanje karakteristični za svaku vojsku (a kamo li ne za totalno indoktriniranu JNA) nisu predstavljali ozračje u kojemu se moglo koliko-toliko odstupiti od političkoga pravovjerja.
U Zagrebu te 1961. godine osniva Institut za historiju radničkog pokreta Hrvatske (danas Hrvatski institut za povijest), čiji je ravnatelj do 1967. godine. Postavio je ambiciozan plan razvoja Instituta, okupio mnogobrojne suradnike, a 1963. pokrenuo i časopis Putovi revolucije, kojemu je bio glavni i odgovorni urednik (1963. – 1967.). Od 1963. do 1967. godine izvanredni je profesor na Fakultetu političkih nauka u Zagrebu (danas Fakultet političkih znanosti), gdje je predavao predmet Socijalistička revolucija i suvremena nacionalna povijest. Stupanj doktora povijesnih znanosti postigao je 1965. godine na Filozofskom fakultetu u Zadru obranom disertacije Uzroci krize monarhističke Jugoslavije od ujedinjenja 1918. do sloma 1941. Njegova karijera se suočila s golemim problemima kada se 1965. godine usprotivio prijedlogu da se povodom obilježavanja proboja zadnjih logoraša iz Koncentracijskog logora Jasenovac ondje u kameni spomenik ukleše vrlo preuveličani podatak o 700 - 900 tisuća žrtava tog logora; kao posljedicu sukoba koji je povodom tog njegovog protivljenja nastao, isključen je iz Saveza komunista Jugoslavije (što je neminovno vodilo u društvenu degradaciju), te je dao ostavku na mjesto direktora Instituta za historiju radničkog pokreta i morao je napustiti Sveučilište.

## Povjesničar i disident
Vrlo rano, još u prvoj polovini pedesetih godina, Tuđman se počeo baviti znanstvenim radom. Objavio je veći broj radova, posebnih izdanja rasprava i članaka, više od 150, iz povijesnih znanosti, vojne teorije, suvremene nacionalne povijesti te filozofije povijesti i međunarodnih odnosa. Sudjelovao je na više znanstvenih simpozija u domovini i inozemstvu te držao predavanja na sveučilištima u Čehoslovačkoj, Italiji, Njemačkoj, Austriji, Kanadi i SAD-u. Godine 1966. na Harvardu, u okviru serije Međunarodnoga seminara, održao je predavanje pod naslovom The Future of Supremacy and of Coexistence in the Nuclear Age of the World's History (Budućnost prevlasti i supostojanja u nuklearnoj eri povijesti čovječanstva).
Bio je član uredništva vojno-teorijskog časopisa Vojno delo, redaktor i pomoćnik glavnog urednika Vojne enciklopedije, suradnik i redaktor enciklopedija Leksikografskog zavoda Miroslav Krleža, glavni i odgovorni urednik časopisa Putovi revolucije, član izdavačkog odbora časopisa JAZU Forum, član izdavačkog odbora Hrvatskog tjednika i član uredništva Glasnika Hrvatske demokratske zajednice.
Od 1962. do 1967. godine, Tuđman je predsjednik Komisije za međunarodne odnose i član Sekretarijata Glavnog odbora Socijalističkoga saveza radnog naroda Hrvatske. Od 1965. do 1969. godine, narodni je zastupnik Prosvjetno-kulturnog vijeća Sabora SR Hrvatske i predsjednik Odbora za znanstveni rad Prosvjetno-kulturnog vijeća Sabora. Bio je član Upravnog odbora i Izvršnog odbora Matice hrvatske i predsjednik Komisije Matice hrvatske za hrvatsku povijest. Član Društva hrvatskih književnika postao je 1970. godine, a član Hrvatskog centra PEN-a 1987. godine.
Nakon intervjua švedskoj televiziji, optužen je zbog "kontrarevolucionarne djelatnosti", u kojem je zacijelo najvažniji bio njegov "revizionizam" o broju žrtava Sabirnog logora Jasenovac. Jugoslavenska propaganda je inzistirala na fantastično visokoj brojci od 700.000 pobijenih u tom logoru, a Tuđman je objavio podatke kakvi su proizlazili iz službenog provedenog popisa žrtava rata provedenoga 1964. godine. S obzirom na to da su podatci tog popisa govorili o približno 50 tisuća žrtava logora NDH - tj. demantirali ključno važni dio propagande komunističkog režima koji je svoju legitimaciju umjesto iz demokratske volje naroda crpio iz zasluga u borbi protiv fašizma koja na neki način (u obrani Jugoslavije od "neprijateljske emigracije" i "unutarnjeg neprijatelja", naročito se tu kao zloćudnu pojavu tretiralo hrvatski nacionalizam) i dalje traje - bili su podatci tog popisa stavljeni pod embargo (objavljeni su tek 1998. godine). Suđenje Tuđmanu bila je jasna poruka povjesničarima i drugim intelektualcima (među kojima se ponešto o rezultatima službenog popisa iz 1964. god. ipak znalo, primjerice je o tome pisao Bruno Bušić kojega je represija komunističke države udarila još snažnije nego Tuđmana) da se službene narative o Narodnooslobodilačkoj borbi i o NDH ne smije propitivati. Nakon 11 mjeseci, Tuđman je s odsluženja kazne bio pušten zbog zdravstvenih razloga. Tijekom 1984., vraćen je u zatvor radi izdržavanja ostatka kazne, ali je nakon 4 mjeseca zbog pogoršanja zdravstvenog stanja uvjetno pušten iz zatvora.
Gotovo čitav Tuđmanov istraživački povijesni opus - do 1992. godine, sastojao se on od 149 tiskane bibliografske jedinice i 33 predavanja - u svezi je s borbom za političku i državnu slobodu malih naroda, velikim dijelom u svezi povijesti i stvarnosti hrvatskog naroda.

### Stvaralaštvo
Bespuća povijesne zbiljnosti (1989.) Tuđmanovo su najpoznatije djelo koje je izazvalo prijepore zbog optužbi za antisemitizam i revizionizam. Knjiga je izazvala golem interes (u kratkom razdoblju, 1989. – 1990., objavljena su četiri izdanja) razmatranjem uzroka i razmjera genocidnoga nasilja, osobito stvarnosti i mita o logoru Jasenovac, ali i kritičke rasprave pa i optužbe za revizionizam i antisemitizam (u američkom izdanju iz 1996., objavljenom pod naslovom Užasi rata – Horrors of War, ispušteni su neki sporni dijelovi). Najznačajniji dio te opsežne knjige je pobijanje Jasenovačkoga mita kojega Tuđman smatra središnjim podjarivačkim mitologemom suvremene velikosrpske ideologije. Uočljiva je i svjesna arhaizacija jezika uz nekoliko uspjelih novotvorenica, znak Tuđmanova nacionalnoga osvješćivanja i na kulturnom polju, a zbog nekih neobičnih rješenja izvor čuđenja čak i za neke proskribirane "nacionaliste" među hrvatskim jezikoslovcima, npr. Stjepana Babića.
U cjelini, Bespuća su neobičan hibrid: spoj autorove ispovijedi o borbama s kasnije zaboravljenim hrvatskim i jugoslavenskim dogmatskim ideolozima, nekih naznaka filozofije povijesti (koja nije potkrijepljena širim piščevim osvrtima na klasike toga žanra, od Vica i Hegela do Marxa i Spenglera) te lamentacija o položaju Hrvata u realsocijalističkoj SFRJ. Značajnija djela su i Stvaranje socijalističke Jugoslavije (1960.) te Okupacija i revolucija (1963.).
Posebno se bavio pitanjem mogućnosti malih naroda da ostvare ravnopravnu ulogu u svjetskoj povijesti te njihovim pravom na samoodređenje, što je tema njegove knjige Velike ideje i mali narodi (1969.). Kako mu je bilo onemogućeno javno djelovanje, neke je svoje knjige objavio u inozemstvu (Nacionalno pitanje u suvremenoj Europi, 1981., i dr.). Ostali su Tuđmanovi značajniji tekstovi Hrvatska u monarhističkoj Jugoslaviji, 1. – 2.p (1993.), vjerojatno najbolje povjesničarsko djelo; S vjerom u samostalnu Hrvatsku (1995.), Usudbene povjestice (1995.), Povijesna sudba naroda (1996.) i Hrvatska riječ svijetu (1998.). Usudbene povjestice i Hrvatska riječ svijetu su dvije kompilacije eseja i intervjua u kojima su sažeto iznijete osnovne Tuđmanove preokupacije i povijesnopolitički pogledi.

### Tuđman – disident
Tuđmanova se djelatnost od osnutka Instituta za historiju radničkog pokreta Hrvatske sve više može okarakterizirati kao nacionalno-disidentska. Već su prvi objavljeni Tuđmanovi tekstovi iz područja vojne doktrine i povijesti osvajačkih i oslobodilačkih ratova, u kojima je, polazeći s gledišta da svaki narod treba imati svoju oružanu silu, zastupao koncepciju naoružanog naroda i teritorijalne obrane, postali predmet kritike pobornika centralističkih shvaćanja i optužbi zbog tobožnje nemarksističnosti i nacionalizma. Svojim se radovima usprotivio tada snažnoj unitarističkoj struji u jugoslavenskoj politici pa mu je djelovanje sve više ograničavano.
Zbog suprotstavljanja službenim stajalištima o HSS-u i Sporazumu Cvetković-Maček te kritičkoga pisanja o 2. svjetskom ratu, u ožujku 1964. bio je optužen za buržoasko-nacionalističko skretanje u pristupu nacionalnomu pitanju. Godine 1967. izbačen je iz Saveza komunista, smijenjen s položaja direktora Instituta, zabranjeno mu je predavanje na Sveučilištu te je prisilno umirovljen, kada mu je bilo samo 45 godina. Tuđman je među prvima u socijalističkoj Hrvatskoj otvorio raspravu o hrvatskim nacionalnim temama, među kojima su prema njemu najvažnije bile nametanje kompleksa krivnje zbog postojanja NDH, centralizacija Jugoslavije koja je marginalizirala i provincijalizirala Hrvatsku, Jasenovački mit kao stožer novovjekovne velikosrpske ideologije te srpski dominantni i hrvatski podređeni položaj u višenacionalnoj zajednici.
Od tada je djelovao u Matici iseljenika Hrvatske (predsjednik Komisije za Sjevernu Ameriku) i Matici hrvatskoj (član Upravnog i Izvršnog odbora i predsjednik Komisije za povijest); nastupao je na tribinama i objavljivao radove o povijesnim i suvremenim temama. Tijekom 1971. godine, Tuđman je radikalizirao i još jasnije izrazio svoje stavove, što je uzrokovalo i osudu hrvatskoga komunističkog vodstva (Miko Tripalo, Savka Dabčević-Kučar). To je 1972. godine dovelo do njegova zatvaranja i insceniranog sudskog procesa u kojemu je Tuđman trebao poslužiti žrtvenim jarcem kao "tvrdokorni nacionalist" koji održava veze s hrvatskom političkom emigracijom. Zahvaljujući intervenciji Miroslava Krleže kod Josipa Broza Tita izbjegao je višegodišnju robiju i osuđen je na dvije godine zatvora, što je kasnije smanjeno na devet mjeseci.
U prvomu političkom procesu po Titovu odlasku s povijesne scene, ponovno je, u veljači 1981., osuđen na tri godine zatvora i na zabranu svakoga javnog djelovanja u razdoblju od pet godina, zbog toga što je dao intervjue za švedsku i njemačku televiziju i francuski radio, kao i intervjua objavljenog u emigrantskom listu Hrvatska država, u kojima je govorio o svojim povijesnim prosudbama i u prilog pluralističke demokracije, neravnopravnosti SR Hrvatske, progonu disidentskih intelektualaca i preuveličavanju žrtava logora Jasenovac. U zatvoru u Lepoglavi bio je od siječnja 1982. do veljače 1983. godine, kad je bio pušten radi liječenja. U svibnju 1984. vraćen je u zatvor radi izdržavanja ostatka kazne, ali je u rujnu iste godine zbog pogoršanja zdravstvenog stanja uvjetno pušten iz zatvora. 
Iz pozicije disidenta, Franjo Tuđman promišlja i piše o novijoj povijesti Hrvatske iz drugačije perspektive, nego što je to činila službena historiografija u komunističkoj Jugoslaviji, kojoj je prva briga bila napraviti prikaz povijesti koji u što većoj mjeri legitimira vladavinu ondašnjeg režima. Ivo Goldstein iznosi 1999. godine: "Među prevrednovateljima povijesti ... po političkoj se snazi u ugledu, ali i historiografskom znanju i nekim širim pogledima na povijest, nedvojbeno isticao Franjo Tuđman. Ubrzo je u javnosti tako odskočio u ovom prevrednovanju povijesti od ostalih, da je zapravo u sagledavanju ovog problema on jedini vrijedan pozornosti."

### Višestranačje
Od 1987. godine, kada mu je vraćena oduzeta putovnica, Tuđman putuje po europskim zemljama te SAD-u i Kanadi, a potom i Europi, uspostavljajući kontakte s hrvatskim iseljeništvom i gradeći veze koje će se pokazati presudnima u godinama koje su slijedile. Njegova je politička platforma uključivala nekoliko jednostavnih, ali važnih sastavnica: odbacivanje komunističke i ustaško-fašističke ideologije kao nadnacionalnih totalitarnih programa koje je povijest pokopala i koje su razjedinjavale hrvatski narod; oslon na hrvatsko iseljeništvo, ali uz svijest da će se borba za suverenu Hrvatsku voditi u samoj zemlji; pokušaj dogovora sa Srbima kao najbrojnijim i najutjecajnijim narodom u Jugoslaviji, koji je činio i najbrojniju nacionalnu manjinu u Hrvatskoj; povezivanje Hrvatske i BiH kao zemalja geopolitički, prostorno i ekonomski upućenih jedna na drugu. Zauzimao se za hrvatsku nacionalnu pomirbu i povezivanje domovine i dijaspore.
U dosta su važnih crta njegov svjetonazor i program ostali nedorečeni: npr., iako je bilo očito da se totalitarizam urušava, još nije bilo jasno koliko će taj proces trajati (isto se odnosilo i na SFRJ). Tuđman je vjerojatno uzeo u obzir obje opcije: ostanak Hrvatske u konfederalnoj Jugoslaviji u kojoj bi vladao nekakav socijalističko-kapitalistički hibrid, kao i potpuno samostalnu hrvatsku državu koja bi, po svemu sudeći, bila ustrojena na načelima državnoga kapitalizma, uz tržište, ali ne liberalnoga tipa reaganomike.
Još dva velika pitanja ostala su otvorena: položaj Srba u Hrvatskoj i status Bosne i Hercegovine. Zbog namjerno dvosmislene formulacije u ustavu SR Hrvatske moglo se protumačiti da Srbi imaju pravo konstitutivnoga naroda, tj. među inim i pravo na odcjepljenje. Tako definirana, Hrvatska bi bila binacionalna država, što očito nije bila nakana komunističkih vlastodržaca koji nisu smogli snage da situaciju "istjeraju na čistac" te su time otvorili manevarski prostor za srpske pokušaje secesije koje je potakao pansrpski pokret Slobodana Miloševića krajem 80-ih i početkom 90-ih godina 20. stoljeća.
Glede Bosne i Hercegovine, situacija je bila još složenija: Tuđman je, ne samo deklarativno, držao da Hrvatska i BiH čine zemljopisno-prometno-gospodarsku cjelinu. No taj je stav morao računati i s tim da Srbi tvore oko 33 % stanovništva Bosne i Hercegovine i većinski su narod na preko 40 % područja te zemlje, a srpski je općenacionalni stav bio da bilo kakvo odvajanje od Srbije ne dolazi u obzir, a kamo li integracija s potencijalno samostalnom Hrvatskom.
Drugi su činitelj bili Muslimani koje je Tuđman, slabo poznavajući situaciju u BiH, držao, na crti starčevićanske tradicije, za "Hrvate islamske vjere", iako su se Muslimani do tada ireverzibilno nacionalno emancipirali u zaseban narod (koliko god to bio još nedovršen proces) i time starim hrvatskim geopolitičkim idejama koje su računale s bosanskohercegovačkim Muslimanima kao Hrvatima oduzeli uporište u stvarnosti. Tuđmanova "bosanska politika" ostala je stoga do kraja opterećena nedosljednostima i dvojbama. Što se tiče ostalih naroda i republika u SFRJ, Tuđman je smatrao da se u slučaju radikalizacije stanja i sukoba sa srpskom velikodržavnom ideologijom može osloniti jedino na vlastite snage. Isto je tako realno procijenio i pasivnu ulogu međunarodne zajednice.

## HDZ i borba za samostalnu Hrvatsku
Već od Titove smrti (1980.) bilo je vidljivo da SFRJ ide prema raspadu zbog dotrajalosti gospodarskoga i političkoga sustava i, možda još više, nepomirljivo suprotstavljenih nacionalnih ideologija. Nemire je započela pobuna Albanaca na Kosovu nakon koje su uslijedile višegodišnje neuspjele represalije. Kako je vrijeme odmicalo, sve je više dolazilo i do polarizacije među razvijenom Slovenijom i Srbijom, stožerom centralističkoga dogmatizma. Velikosrpski pokret organizirale su srpske znanstvene i kulturne udruge (Akademija, društvo književnika, ...), a njegovu realizaciju pokrenuo je Slobodan Milošević koji je na valu masovnih srpskih mitinga i prosvjeda došao na čelo srbijanskih komunista i nizom različitih mjera (mitinzi, partijski pučevi, policijsko nasilje, ...) srušio vodstva vojvođanskih (jogurt-revolucija) i crnogorskih komunista te nasilno ponovno u Srbiju inkorporirao Kosovo kao pokrajinu bez stvarne autonomije, oduzevši Kosovu atribute državnosti, ali zadržavši njegova biračka prava u saveznim tijelima.
Tijekom tih dramatičnih događaja hrvatski su komunisti ostali uglavnom pasivni i zbunjeni, bojeći se iskazivanja nacionalnih težnji, s jakim sjećanjem na gušenje Hrvatskoga proljeća 1971. No žestina i otvorenost nastupa pansrpskoga pokreta nije omogućavala dugu pasivnost: SFRJ bi se, u slučaju Miloševićeve pobjede, preobrazila u unitarnu državu kojom bi dominirao populistički srpski nacionalizam, a što bi sigurno dovelo do rata za rušenje takvoga sustava.

### Predsjednički i parlamentarni izbori
Uoči sloma komunizma, u lipnju 1989., osnovao je Hrvatsku demokratsku zajednicu (HDZ) s idejom da se na programu državnog osamostaljenja Hrvatske uspostavi masovni nacionalni pokret koji bi okupio različite političke sastavnice i ideološke tradicije: od starčevićanskoga pravaškog nacionalizma, radićevskoga mirotvornog pokreta do hrvatske državotvorne ljevice. U Hrvatskoj su (kao i nekim drugim republikama) u travnju i svibnju 1990. godine održani višestranački izbori na kojima je pobijedila Tuđmanova stranka, Hrvatska demokratska zajednica, s preko 60 % zastupničkih mandata u Hrvatskom saboru koji je izabrao Tuđmana za predsjednika Predsjedništva SR Hrvatske. Tuđman je kao predsjednik HDZ-a 30. svibnja 1990. u Saboru izabran za predsjednika Predsjedništva SR Hrvatske, a u narodu je uspostava istinske narodne hrvatske vlasti bila doživljena poput formiranja države. Taj se nadnevak do 2000. slavio, a od 2020. ponovno slavi kao Dan državnosti.
Nakon donošenja novoga demokratskog ustava (Božićni ustav, 1990.) pobijedio je oba puta na izravnim izborima za predsjednika Republike Hrvatske u kolovozu 1992. (56,7 %) i lipnju 1997. (61,4 %) te je dužnost obnašao do smrti 1999. Pod njegovim je vodstvom HDZ pobijedio na svim parlamentarnim izborima u tom razdoblju: 1992. i 1995. (Zastupnički dom) te 1993. i 1997. (Županijski dom). Od svibnja 1990. do smrti Tuđman je bio ključni akter hrvatske unutarnje i vanjske politike. Pod njegovim je utjecajem bio uspostavljen polupredsjednički sustav vlasti u kojem je donosio sve važnije odluke.

### Tuđmanov koncept HDZ-a
Tuđman je svoju stranku, Hrvatsku demokratsku zajednicu, koncipirao na sljedećim načelima:[nedostaje izvor]
- ujedinjenje svih Hrvata, neovisno o ideološkoj usmjerenosti, u jedan političko-nacionalni pokret (povezano s kasnije kontroverznom idejom pomirbe potomaka "ustaša" i "partizana") kojemu je minimalni cilj hrvatska ravnopravnost u konfederaliziranoj Jugoslaviji, a maksimalni samostalna država[12]
- ponovni ulazak u srednjoeuropski civilizacijski krug, a izlazak iz "Balkana"
- reafirmacija potiskivanih i stigmatiziranih hrvatskih tradicija, od kulture i jezika, do povijesti, kako starije, tako i novije (primjer je rehabilitacija Alojzija Stepinca)
- djelomična revalorizacija NDH, kao i komunističkoga pokreta, objelodanjivanje prešućivanih zločina jugoslavenskih partizana (Bleiburški pokolj)
- u slučaju raspada komunizma, opcija državnog kapitalizma nasuprot neoliberalnom koji bi, prema Tuđmanu, malu zemlju kao što je Hrvatska učinio plijenom multinacionalnih kompanija

HDZ je, osim (relativne) većine hrvatskoga naroda u zemlji, imao snažnu potporu hrvatskoga iseljeništva, kao i hrvatske emigracije iz doba 2. svjetskoga rata, dok su mu glavni protivnici u hrvatskome društvu uz većinu Srba bili i jugoslavenski nastrojeni Hrvati, mnogi sljedbenici komunističke ideologije, no i neke hrvatske nacionalne stranke umjerene orijentacije kojima se Tuđmanova populistička retorika i diskurs činio neprimjerenim (u političkom, a i "estetskom" smislu).
Tuđmanova politika bila je pragmatična: umjesto radikalizacije, forsirao je reformu jugoslavenske federacije u konfederaciju, a istodobno je jačao obrambene sposobnosti Hrvatske preko preustroja policije te snaženjem veza s inozemstvom (taj je manevarski prostor bio ograničen zbog više činitelja). Na optužbe da radi na radi na obnavljanju NDH u svojim je govorima u proljeće 1990. naglašavao: »mi smo kazali da ne želimo obnavljati nikakvu NDH koja je nastala i nestala u 2. svjetskom ratu i, bez obzira što je hrvatski narod htio svoju državu u 2. svjetskom ratu i prije toga i poslije toga, ta NDH je počinila zločine i nije donijela hrvatskom narodu slobodu. (…) zato što je hrvatski narod sudjelovao i u partizanskom pokretu, ne samo na strani NDH, našli [smo se] na strani pobjednika, kojom smo vratili Istru, Rijeku, Dalmaciju i s kojom smo u međunarodnom smislu stvorili osnove da možemo tražiti punu hrvatsku suverenost i samostalnost.«
Već 1990. godine dolazi do pobune hrvatskih Srba (Balvan-revolucija) upravljane iz Beograda, a uz mlako i malodušno reagiranje saveznih vlasti, utjelovljenih u Anti Markoviću kojega je podupirao Zapad. Naime, osim nevoljkosti prihvaćanja nastanka novih država (to je bilo vidljivo i u drugim slučajevima, npr. SSSR-a i Čehoslovačke), Europska zajednica smatrala je da se izraženost nacionalnog pitanja može smanjiti ekonomskim mjerama – da se nacionalna stremljenja mogu "potkupiti".[nedostaje izvor]

## Rat i mir

### Tuđman kao vrhovni zapovjednik
U doba raspada SFRJ vodio je politiku preustroja Federacije u savez suverenih država ili mirnoga razlaza njezinih članica, a istodobno poticao jačanje obrambene sposobnosti Hrvatske i oblikovanje Hrvatske vojske. Na Republiku Hrvatsku je 1991. godine izvršila agresiju Republika Srbija, koja je instrumentalizirala većinu srpskoga pučanstva u Republici Hrvatskoj i Jugoslavensku narodnu armiju s ciljem stvaranja Velike Srbije, koja bi u maksimalističkim planovima zauzimala preko 70 %, a u minimalističkim 26 % hrvatskog teritorija. U velikosrpskoj ideologiji cijela Slavonija, Podravina, Banovina, Lika i Dalmacija bile bi, uz cjelokupno područje Bosne i Hercegovine, priključene Srbiji i Crnoj Gori.
Rat je Tuđman, po ocjenama većine sudionika i promatrača, vodio briljantno (u tom se pogledu slažu, među ostalima, David Owen, Richard Holbrooke, Misha Glenny, Veljko Kadijević, Borislav Jović, Radovan Radinović, Davor Domazet, Janko Bobetko, Zvonimir Červenko, Davor Marijan i Mate Granić). S druge strane, general je Martin Špegelj smatrao kako Tuđman precjenjuje snagu JNA, te da je, po njemu, izvršio nepotrebnu agresiju na Bosnu i Hercegovinu otvarajući novu frontu s Bošnjacima, a negativno su njegovo vodstvo ocijenili i Ivo Banac, Ozren Žunec, te bivši predsjednik Stjepan Mesić, koji se s Tuđmanom, po vlastitom tvrđenju, razišao radi Tuđmanove politike prema BiH i to 1994. godine kad je oružani sukob Bošnjaka, prijašnjih Muslimana i Hrvata, već bio okončan. Otežući i sklapajući primirja, Tuđman je gradio hrvatsku vojnu snagu i stvarao uvjete za veće vojne operacije, te konačno pokrenuo udar koji je slomio srpsku paradržavu u Hrvatskoj, tzv. Republiku Srpsku Krajinu. Možda je najbolje priznanje izjava protivničkoga generala, ministra obrane Veljka Kadijevića, da im je Tuđman slomio koncepciju sa svojih 20 primirja jer im nije dozvolio da se razmašu, a mješavinom neprestanih pregovora i ratnih operacija doveo je do raslojavanja JNA koja nije mogla iskoristiti svoju golemu prednost u naoružanju.

### Srpska agresija i međunarodna zajednica
Ponašanje međunarodne zajednice mijenjalo se tijekom rata. U početku je Miloševićeva Srbija kroz uvođenje embarga Ujedinjenih naroda na oružje dobila prešutno zeleno svjetlo za osvajanje Hrvatske, za koju se mislilo da će biti brzo pobijeđena. Kombinacijom stalnoga pregovaranja (i primirja) i povremene primjene vojne snage Tuđman je iscrpljivao snagu JNA, izborio se za međunarodno priznanje Hrvatske i njezin prijam u Ujedinjene narode, 22. svibnja 1992. Hrvatske su snage uspjele zadržati Vukovar gotovo 100 dana i razbiti udarnu silu JNA koja je u ratu protiv Hrvatske angažirala 4 od 6 oklopnih brigada i 10 od 11 mehaniziranih, pa je politika prema Hrvatskoj promijenjena: priznata je suverenost Hrvatske na cijelom teritoriju, a mirovna misija Ujedinjenih naroda trebala je, barem formalno, dovesti do političke reintegracije odmetnutih područja u Hrvatsku.

### Rat u Bosni i Hercegovini i Tuđmanova politika
»Imamo svoju Hrvatsku, naša je i bit će onakva kakvu sami želimo!«
Tuđmanova "bosanska" politika jedno je od najkontroverznijih područja njegova političkog djelovanja. Često je paušalno proskribirana, s osnovnom tezom da je on s Miloševićem na sastancima u Karađorđevu i Tikvešu "dijelio Bosnu". Te su tvrdnje nedokazane i nepotkrijepljene iskazima hrvatskih i srpskih sudionika, a i besmislene već zbog dva faktora: do zuba naoružani Milošević i onda razoružani Tuđman nisu se imali o čemu dogovoriti, jer je nerazmjer odnosa snaga protagonista projekta Velike Srbije i Hrvatske bio toliki da Miloševiću nije trebala Tuđmanova privola za bilo kakav vojno-politički potez. Osim toga, nakon razgovora u Karađorđevu, agresija na Hrvatsku se razbuktala svom žestinom, od Vukovara do Dubrovnika, što je bjelodan pokazatelj neutemeljenosti priča o "podjeli BiH" u dogovoru Tuđman – Milošević.

Prema Bosni i Hercegovini vodio je politiku koja se mijenjala ovisno o njegovu shvaćanju BiH i hrvatskih interesa, o politikama drugih aktera u BiH i regiji, kao i o politici međunarodne zajednice, te je imala različite faze i oblike: od suradnje s Muslimanima (Bošnjacima) i zajedničkog otpora srpskoj agresiji (1991.–1992.), poticanja sukoba Hrvata i Bošnjaka, u kojima su počinjeni zločini nad civilnim stanovništvom (1993.–1994.), do politike zaustavljanja sukoba i obnove suradnje Hrvata i Bošnjaka te okončanja rata u BiH (1994.–1995.). Ta je politika izazvala kontroverzije u hrvatskoj i međunarodnoj javnosti, a Hrvatsku je 1993.–1994. izložila međunarodnom pritisku i političkoj izolaciji.

Tuđmanova je "bosanska" politika temeljito analizirana u djelima njegovih biografa (ponajviše u političkoj biografiji Zdravka Tomca), te u studijama, monografijama i knjigama među kojima su najpoznatije Geneza jedne zablude, analiza Hrvatske Republike Herceg-Bosne autora Cirila Ribičiča (koju je ovaj napravio po narudžbi Haaškoga suda), zbirka raščlana Rat u Hrvatskoj i Bosni i Hercegovini niza sudionika, Stenogrami o podjeli Bosne (1. – 2.) urednika Predraga Lucića, analitičkoj knjizi Bosna i Hercegovina 1990. – 2025. i zbirci Istina o Bosni i Hercegovini: dokumenti 1991. – 1995. urednika Miroslava Tuđmana, te monografiji politologinje Mirjane Kasapović Bosna i Hercegovina – podijeljeno društvo i nestabilna država. U tom nizu tekstova ne postoji ni osnovna suglasnost u interpretaciji: zagovornici tvrdnje o dogovoru Tuđman - Milošević ograničili su se na nabrajanje elemenata državnosti Herceg-Bosne po kojima je ova po svom habitusu napad na suverenost Bosne i Hercegovine (ne ulazeći u surječje u kojem je ta tvorevina nastala, kao ni na legalitet izoliranih vlasti u Sarajevu) te na neprovjerene objavljene medijske transkripte o navodnoj hrvatskoj umiješanosti u rat u BiH, također bez analize situacije na koju se ti prijepisi odnose.
Pristaše takvoga stava skloni su izjednačavanju Hrvatske i Srbije kao "suagresora na Bosnu i Hercegovinu", minoriziranju uloge međunarodne zajednice u ratu i prešućivanju ciljeva, nakana i učinaka muslimansko-bošnjačke vlasti u Bošnjačko-hrvatskom sukobu. Nasuprot tomu, Tuđmanovi politički istomišljenici uglavnom nabrajaju samo javno objelodanjene dokumente hrvatskih vlasti (npr. niz ugovora između hrvatskih vlasti i vlade u Sarajevu), kao i mjere koje je poduzela Hrvatska, a koje su spasile muslimansko-bošnjačku vlast i narod od potpunoga kolapsa i nestanka s političke karte (npr. vojna, medicinska, humanitarna i ina opskrba muslimansko-bošnjačke populacije i politike). Ta struja, u skladu s dnevnopolitičkim potrebama, stavlja u drugi plan snagu političke volje goleme većine bosanskohercegovačkih Hrvata, koji nisu željeli i ne žele život u Bosni i Hercegovini zamišljenoj kao građanska država bez nacionalnih suvereniteta. Uravnoteženiji pristupi, poput onoga Mirjane Kasapović, naglašavaju rastočenost bosanskohercegovačkoga društva tijekom povijesti, nepostojanje nacionalno-političkoga konsenzusa među trima narodima koji tvore BiH te besmislenost pokušaja da se kriminalizira politička volja bilo kojega od triju konstitutivnih naroda, što u konačnici rezultira tvrdnjom o deplasiranosti teza o podjelama ili suverenosti Bosne i Hercegovine jer za opstojnost te zemlje nikad nije postignut demokratski konsenzus o njenom samom postojanju.
```
(SAD) u studenomu 1995., kojima je okončan rat.]]
```

Kontekst u kojem se oblikovala Tuđmanova "bosanska politika" je bio sljedeći: uz jasno definiranu želju srpskog stanovnistva Bosne i Hercegovine za pripojenjem Srbiji i Jugoslaviji, kao i muslimansko-bošnjačkoga ustrajavanja na konceptu unitarne BiH, koja bi bila idealna podloga za etničko-teritorijalnu majorizaciju (Muslimani, koji su 1948. činili 30,73 % stanovništva, po popisu iz 1991. su bili 43,67 % sveukupnog pučanstva. U tom su razdoblju Hrvati sa 23,94 % spali na 17,32 %, a Srbi s 44,29 % na 31,37 %), Tuđman je profilirao politiku prema Bosni i Hercegovini kao niz opcija:
1. u slučaju raspada BiH kanio je pripojiti krajeve s hrvatskom većinom (uz moguće "raskusuravanje" po dijelovima): Hercegovinu, Srednju Bosnu i Posavinu.
2. u slučaju opstanka BiH, cilj je bio u maksimalno decentraliziranoj BiH kao državi, uz insistiranje na mogućnosti proširene suradnje Hrvata s Hrvatskom kao i teritorijalne suverenosti na pojedinim dijelovima, te i konstitutivnosti i suverenosti u prekomponiranoj BiH ne samo na papiru, nego i u elementima koji tvore život (vojska, policija, školstvo, gospodarstvo, kulturne institucije, ...).

Tuđman je, kao i golema većina Hrvata u Bosni i Hercegovini koji su dali svoje povjerenje bosanskohercegovačkom HDZ-u, izabrao sljedeću opciju. Stožer i sigurna uporišta za obranu, očuvanje i rast hrvatstva u BiH su regije u kojima Hrvati predstavljaju većinu: veći dio Hercegovine, središnje Bosne i Bosanske Posavine. U ostalima područjima (Bosanska Krajina ili Turska Hrvatska, Sarajevo, Tuzla, zapadni dio Posavine) cilj je bio očuvati hrvatski živalj i pomoći mu u ostvarivanju njegovih prava uz oslonac na hrvatsku državu i područja pod kontrolom Hrvata u BiH.
Ukratko: srpska je politika prema BiH bila i ostala trivijalno jasnom - uništiti državnost te zemlje i pripojiti što više Velikoj Srbiji. Muslimansko-bošnjačka je oscilirala između dvije opcije: unitarna Bosna i Hercegovina s dominacijom sekulariziranih Bošnjaka, nalik na preslik Karađorđevićeve Jugoslavije, ili podjele s ciljem stvaranja muslimanske države na što većem dijelu BiH. Glede hrvatske politike, u igri su bile tri opcije: podjela na 3 države, unutarnja preuredba BiH u konfederaciju 3 nacionalne države, kao i treća: unija dvaju država, od kojih je jedna bošnjačko-hrvatski hibrid.Budući da se ova treća ostvarila u vidu Federacije BiH, može se napomenuti da je to, osim američkih geopolitičkih ciljeva, na neki način bio i znak da se Tuđman nije otrijeznio od starčevićanskih ideja.
Bošnjačko-hrvatska federacija u, tada je naglašavano, tijesnoj vezi s Republikom Hrvatskom, značila je ozbiljenje razvodnjene inačice o Bošnjacima (bivšim Muslimanima) kao o kroatofilskom elementu koji prirodno teži državno-ekonomsko-kulturnom jedinstvu s Hrvatima. Sukobi i netrpeljivost koji razdiru Federaciju Bosne i Hercegovine pokazuju da je Tuđman u tom dijelu svoje "bosanske politike" promašio. Dapače, nemogućnost postizanja konsenzusa o temeljima državnosti Bosne i Hercegovine, kao i oktroiranje stranih protektora o praktički svim problemima u Bosni i Hercegovini, dovodi u pitanje dosege bilo čije politike koja bi imala spojiti suprotstavljene ideje: teritorijalnu suverenost Bosne i Hercegovine i konsenzualnu političku demokraciju.

### Gospodarske i društvene promjene u Hrvatskoj
U samoj Republici Hrvatskoj društvo i gospodarstvo prošli su kroz velike promjene. Najviše osuda bilo je na račun politike koja je, u granicama mogućeg s obzirom na pritiske "izvana" te otpor "iznutra", pokušavala smanjiti slobodu izražavanja preuzimanjem kontrole nad javnim medijima, te politički motiviranim sudskim procesima protiv novinara i listova koji su izražavale neslaganje s tadašnjom vlašću i njezinom politikom. Mnogobrojne su i optužbe o raširenoj korupciji i uništavanju hrvatskoga gospodarstva tijekom pretvorbe putem favoriziranja relativno malog broja "podobnih", koji su za male novce priskrbili velika nacionalna bogatstva.
No, u doba Tuđmanove vlasti nijedan "oporbeni" novinar, tj. tekstopisac koji bi izražavao stavove radikalno suprotstavljene službenoj hrvatskoj politici, nije niti fizički stradao, niti je bio osuđen na novčanu ili zatvorsku kaznu. Neki ipak opažaju da HDZ, u ono doba Tuđmanova vladajuća stranka, nije 1990.-godina uspjela monopolizirati, pa čak ni uspostaviti dominaciju u tiskanim medijima - koji su do njegovog dolaska na vlast (jednako kao i elektronički mediji) bili prije svega sredstvo komunističke propagande i državne kontrole nad javnim mnijenjem, a tek sekundarno sredstvo informiranja (te doista u doba komunističkog režima nije postojalo, i nije moglo postojati baš nikakvo "oporbeno" novinarstvo). Neki analitičari također opažaju kako su Tuđmanovi politički protivnici koji su pobijedili na izborima 3. siječnja 2000. godine proveli čistku na HRT-u i uspostavili skoro totalnu medijsku uniformnost u Hrvatskoj, od TV i radija do dnevnoga i tjednoga tiska, pri čemu su informacije o kosovsko-udbaškoj mimikriji velikoga dijela pripadnika hrvatskoga medijskoga prostora prerasle razinu običnih glasina; stoga ti analitičari ocjenjuju kako prigovori o navodnoj Tuđmanovoj monopolizaciji hrvatskih priopćajnih sredstava jednostavno nisu potkrijepljeni.
"Prebrojavanje" svih hrvatskih medija po političkoj usmjerbi, od doba Tuđmanove vlasti nadalje, ukazalo bi zacijelo jedino na prijelaz većega dijela priopćajnih sredstava u ruke stranoga kapitala (npr. grupacije koja je u vlasništvu njemačkoga magnata Bode Hombacha), obavijesnu trivijalizaciju i porast senzacionalizma. Pod parolom "detuđmanizacije" u medijskome prostoru, moglo bi se opaziti političko prestrojavanje u tabor lijevo-liberalne opcije, koje će desniji politički komentatori kvalificirati "rashrvaćivanjem" i povijesnim revizionizmom "neojugoslavenske" i "zapadnobalkanske" provenijencije.
Pitanje je li pretvorba tzv. "društvene imovine" mogla proteći na bezbolniji način te je li se moglo učiniti da ostatci socijalističkih giganata budu razdijeljeni pravednije ostaje bez konačnoga odgovora. Sve zemlje propaloga komunizma prošle su kroz ekonomski raspad i tajkunizaciju, a one koje su se oporavile to su učinile najviše kroz strana ulaganja (Mađarska, Češka). Slovenija je, s druge strane, uspjela izvršiti privatizaciju na bezbolniji i socijalniji način. Dio velikih hrvatskih tvrtki, primjerice Zagrebačka banka i Tvornica duhana Rovinj, privatizirane su prije Tuđmanova dolaska na vlast. Prema tome, zasluge i greške u hrvatskoj privatizaciji ne mogu pripisivati samo njemu, nego i onima koji su to radili prije, a i poslije njega. Iako je privatizaciju prepustio ekonomskim stručnjacima, Tuđman je znao i dopustio glavne smjerove pretvorbe, a kao osoba neupitnoga autoriteta nije utjecao na to da se hrvatska pretvorba dogodi na egalitarniji i socijalniji način. Po mišljenju nekih, Tuđmanov svjetonazor i njegova osobnost, snažno obilježeni vjerom u hijerarhijski i vojni ustroj, pridonijeli su tome da nije podupro bitno demokratskiji i egalitarniji pristup privatizaciji. Valja ipak opaziti da je - uz domovinski rat kojim je obranjen suverenitet, neovisnost i teritorijalna cjelovitost Hrvatske - glavni sadržaj desetljeća Tuđmanove vladavine predstavljalo uvođenje demokracije u Hrvatskoj umjesto komunističkog totalitarizma, te ustanovljavanje modernijeg tržišnog gospodarstva.

### Poslijeratna politika, bolest i smrt
izvorni tekst na WikIzvoru: Izvješće predsjednika Republike Hrvatske dr. Franje Tuđmana o stanju hrvatske države i nacije u 1995. godini
 izvorni tekst na WikIzvoru: Izvješće predsjednika Republike Hrvatske dr. Franje Tuđmana o stanju hrvatske države i nacije u 1996. godini
 izvorni tekst na WikIzvoru: Izvješće predsjednika Republike Hrvatske dr. Franje Tuđmana o stanju hrvatske države i nacije u 1997. godini
 izvorni tekst na WikIzvoru: Izvješće predsjednika Republike Hrvatske dr. Franje Tuđmana o stanju hrvatske države i nacije u 1998. godini
U poslanici u prigodi Dana državnosti i 5. obljetnice samostalnosti hrvatske države, 29. svibnja 1995. godine, na svečanoj sjednici Hrvatskog sabora naglasio: "Hrvatska - politički i moralni pobjednik". Istog dana, u povodu pete obljetnice hrvatske državnosti, svečano u Zagrebu otvorio novu zgradu Nacionalne i sveučilišne knjižnice. Dan poslije, u Zagrebu, na Jarunu je održan, u povodu Dana državnosti, svečani mimohod, najveći prikaz hrvatskih oružanih snaga – na kopnu, moru i u zraku. Ispred svečane tribine, pred Predsjednikom kao vrhovnim zapovjednikom oružanih snaga, prodefiliralo je više od 3700 sudionika mimohoda.
Tuđman je zarana shvatio da Hrvatska može krenuti u konačno oslobođenje svojih okupiranih teritorija tek kad ne bude nikakvih dilema o konačnom pobjedniku. Proslavljene operacije Bljesak i Oluja potvrdile su tu državničku mudrost. Upravo je operacija Oluja, postala Tuđmanov vječni spomenik. Kada god se slavi obljetnica Oluje, kada se govori o oslobađajućim operacijama Hrvatske vojske, međunarodnom priznanju zemlje, korijenima hrvatske državnosti, Tuđmanovo ime je nezaobilazano.
Za razliku od onih koji su u sveopćoj euforiji na tenkovima namjeravali ući i u Vukovar, Tuđman je i tom prilikom uvidio da su vremena ratovanja prošla i da Hrvatska mora prihvatiti prijedlog međunarodne zajednice o mirnoj reintegraciji hrvatskog Podunavlja. Tu, kako je to volio slavodobitno ponavljati, nije učinjena nijedna ozbiljnija strateška pogreška.
„Što mi preostaje da vam još obećam?” - pitao je Tuđman 26. kolovoza 1995. godine nepregledno mnoštvo na splitskoj rivi. Deseci tisuća Splićana, koji su toga dana s neopisivim oduševljenjem dočekali Vlak slobode, počeli su tada skandirati „Vukovar, Vukovar!” Ni predsjednik Tuđman nije ostao dužan, ustvrdio je da će hrvatski narod svojom politikom osloboditi Vukovar, simbol otpora u obrani i uspostavi nezavisne Hrvatske i istočnu Slavoniju, zapadni Srijem i Baranju, koji su bili i ostali hrvatska zemlja. Dolazak Vlaka slobode iz Zagreba u Split preko Karlovca, Gospića i Knina, čime je ponovno povezan sjever i jug Hrvatske, bilo je jedno od velikih ispunjenih obećanja koja je dao Franjo Tuđman.
S druge strane, Tuđman je mnogo više nevolja imao u Bosni i Hercegovini, u kojoj je Hrvatska u kaotičnim zbivanjima štitila interese svojih sunarodnjaka. Iako je prvi diplomatski priznao Bosnu i Hercegovinu, a i oružjem branio njezin teritorijalni integritet, Tuđman je od Bošnjaka, ali i dijela međunarodne diplomacije, uporno optuživan za pokušaj razbijanja te države. Međutim, tu je pokazao da bez Republike Hrvatske ne može biti trajnog mirovnog rješenja, sadržanog u Daytonskom sporazumu, čiji je supotpisnik bio.
U poslanici u prigodi svečanog primanja Hrvatske u Vijeće Europe, kao 40. punopravne članice, 6. studenoga 1996. godine, Franjo Tuđman je naglasio da je "Hrvatskoj mjesto sa srednjoeuropskim zemljama od Baltika do Jadrana i još određenije, s jadransko-podunavskim zemljama, kojima Hrvatska najuže pripada". Nakon tegoba sa želucem, na pregledu u vojnoj bolnici Walter Reed u glavnom gradu SAD-a Washingtonu u studenom 1996. dijagnosticiran mu je rak želuca. Dijagnoza i kasnije liječenje tajeni su od javnosti.
Tuđmanovo obećanje iz Splita, ostvareno je 8. lipnja 1997. godine kada je Vlak mira stigao iz Zagreba u Vukovar. Bio je sastavljen od 21 vagona iz svih hrvatskih županija, a u njemu su bili najviši politički dužnosnici, crkveni velikodostojnici, članovi diplomatskog zbora, te brojni uglednici iz javnog, kulturnog, znanstvenog i gospodarskog života Hrvatske. On je označio povratak Hrvatske u Vukovar, u hrvatsko Podunavlje, na njene istočne granice. Tuđman je nazvao Vlak mira simbolom povratka prognanika i pružanja ruke onima, koji nisu okrvavili ruke. Obraćajući se okupljenom narodu, predsjednik Tuđman je pozvao na praštanje jer pobjednik, koji ne zna praštati sije klice novih zala, a hrvatski narod to ne želi niti je želio.
Posljednjih se godina nerijetko sukobljavao i sa zapadnim diplomatima, uporno ih optužujući da Hrvatsku opet pokušavaju uvući u neke nove balkanske zajednice (Zapadni Balkan). Naglašavao je da su za Hrvatsku neprihvatljive neojugoslavenske ili neojaltske asocijacije. Zbog te političke tvrdoglavosti, kao državnik starog kova, u zemlji i svijetu je stekao mnogo osporavatelja. Da bi spriječio utamničenje Hrvatske u nekoj novoj jugoslavenskoj zajednici, uveo je 1997. izmjene u Ustav Republike Hrvatske kojima je sudbinu prepustio većini naroda, postavivši visoke pragove za ulazak u integracije (tzv. Tuđmanova tvrđava) a da bi hrvatske građane zaštitio od moguće samovolje, izdajništva, sluganstva, korumpiranih i servilnih hrvatskih političkih elita na vlasti.
Podržavao je nužne gospodarske reforme, koliko god one bile bolne za nemali dio građana. Zamjerali su mu stvaranje preglomazna i preskupa državnog aparata, koji nema proračunskog opravdanja i koji s građanima ne dijeli istu sudbinu, a još više od toga neuspjelu privatizaciju i "tajkunizaciju" Hrvatske. Uporno mu je predbacivano neshvaćanje modernih demokratskih vrijednosti, robovanje historicizmu i prevladano viđenje opsega i sadržaja nacionalnog suvereniteta. Otišao je, unatoč tomu, kao karizmatska ličnost, najzaslužnija što je Hrvatska stekla svoju slobodu i neovisnost.
Prolazom kroz tunel Sveti Rok, 16. listopada 1999. godine, označio je završetak radova na proboju najdužega tunela kroz Velebit. Posljednji Tuđmanov međunarodni nastup bio je 28. listopada 1999. godine tijekom posjeta u Rimu kod pape Ivana Pavla II. Na blagdan Svih svetih, na Medvedgradu, na Oltar domovine položio je vijenac za sve pale za Hrvatsku. Istog dana, zbog bolesti, smješten je u Kliničku bolnicu Dubrava i podvrgnut kirurškom zahvatu. Svoj posljednji državnički posao obavio je 7. studenoga 1999. godine, proglasivši nove izborne zakone što ih je 29. listopada usvojio Zastupnički dom Hrvatskoga državnog sabora.
Franjo Tuđman je preminuo od komplikacija izazvanih unutarnjim krvarenjem, 10. prosinca 1999. godine, u 23:15 sati, nakon četrdeset dana liječenja, u Kliničkoj bolnici Dubrava, u Zagrebu. Od 11. do 13. prosinca 1999. godine tijelo pokojnog Predsjednika izloženo je u Predsjedničkim dvorima na Pantovčaku gdje su mu tisuće ljudi iskazale posljednju počast. Pokopan je 13. prosinca 1999. godine u posebnu upravo izgrađenu grobnicu na ulazu u Mirogoj, iza crkve Krista Kralja a ispratilo ga je blizu 200.000 ljudi.
Smrću prvoga hrvatskog predsjednika dr. Franje Tuđmana je završilo najuspješnije doba novije hrvatske povijesti i obnova hrvatske državnosti. To doba čini kraj polustoljetnog komunističkog režima i stvaranje samostalne i suverene Republike Hrvatske. Unatoč nepovoljnim međunarodnim okolnostima i agresiji kojoj je Hrvatska bila izložena, konačno se ispunio neprekidni tisućljetni san Hrvata za samostalnom i slobodnom državom. Njegov odlazak najavio je promjene u unutarnjoj i vanjskoj politici Republike Hrvatske.

## Odlikovanja i priznanja
Hrvatska
- Velered kralja Tomislava s lentom i Velikom Danicom kao najviši izraz priznanja za odlučujuće djelovanje u uspostavi suverene Republike Hrvatske i za izniman doprinos njezinu međunarodnom ugledu i položaju, odlukom Hrvatskog sabora 1995.
- Velered kralja Petra Krešimira IV. s lentom i Danicom kao vrhovnom zapovjedniku za njegov izniman doprinos u stvaranju ratne strategije i vojne doktrine, te za izvanredne zasluge u ustrojstvu Hrvatske vojske, odlukom Hrvatskog sabora 1995.
- Red kneza Domagoja s ogrlicom za pokazanu osvjedočenu hrabrost u izravnoj ratnoj opasnosti, odlukom Hrvatskog sabora 1995.
- Red Ante Starčevića za bitan doprinos održavanju i razvitku hrvatske državotvorne misli, odlukom Hrvatskog sabora 1995.
- Red Stjepana Radića za osobite zasluge i stradanja u borbi za nacionalna i socijalna prava hrvatskog naroda, odlukom Hrvatskog sabora 1995.
- Red Danice hrvatske s likom Ruđera Boškovića za iznimne uspjehe u istraživanjima hrvatske i opće povijesti, odlukom Hrvatskog sabora 1995.
- Red hrvatskog trolista za osobite zasluge za Republiku Hrvatsku stečene u ratu, odlukom Hrvatskog sabora 1995.
- Spomenica Domovinskog rata za svestrano sudjelovanje u općehrvatskom otporu agresiji, odlukom Hrvatskog sabora 1995.
- Spomenica domovinske zahvalnosti za ukupan doprinos u borbi hrvatskog naroda i za uzorno i odgovorno vođenje hrvatske države u prvih pet godina obavljanja predsjedničke dužnosti, odlukom Hrvatskog sabora 1995.
- 1996. godine za izniman doprinos u pripremi, vođenju i zapovijedanju postrojbama Oružanih snaga Republike Hrvatske u operacijama oslobađanja zapadne Slavonije, tijekom zajedničkih operacija Hrvatske vojske, Hrvatskog vijeća obrane i Armije Bosne i Hercegovine za oslobađanje prostora zapadne Bosne, te oslobađanja sjeverne Dalmacije, Like, Korduna i Banije tijekom 1995. dobio je četiri medalje:
  - Medalja za sudjelovanje u operaciji "Bljesak"
  - Medalja za sudjelovanje u operaciji "Ljeto '95"
  - Medalja za sudjelovanje u operaciji "Oluja"
  - Medalja za iznimne pothvate u održavanju ustavno-pravnog poretka Republike Hrvatske, te zaštiti života građana i imovine

SFR Jugoslavija
devet ratnih i mirnodopskih odlikovanja
- Orden za vojne zasluge I. reda[27]
- Orden partizanske zvijezde III. reda[28]
- Partizanska spomenica 1941.[27] (broj 8553)

Međunarodna
- Cavaliere di Gran Croce dell'Ordine Militare d'Italia (Vitez Velikoga križa vojnoga reda Italije) odlukom talijanskoga predsjednika Francesca Cossige, 1992.
- Orden Gran Cruz al merito de Chile (Red Velikog križa zasluga za Čile) odlukom čileanskoga predsjednika Eduarda Freia, 1994.
- Collar de la Orden del Libertador San Martin (Velika ogrlica Reda osloboditelja San Martina) odlukom argentinskoga predsjednika Carlosa Menema, 1994.
- Орден Ушакова (Orden Žukova) za zasluge i doprinos antifašističkoj borbi odlukom predsjednika Ruske Federacije Borisa Jeljcina, 1996.
- Τάγμα του Σωτήρος Μεγαλόσταυρος (Velikog križa Reda otkupitelja Grčke republike) odlukom grčkoga predsjednika Konstantinosa Stephanopoulosa, 1998.
- Türkiye Cumhuriyeti Devlet Nişanı (Državni red Republike Turske) odlukom turskoga predsjednika Suleymana Demirela, 1999.

Nagrade i priznanja
- redoviti član Hrvatske akademije znanosti i umjetnosti (HAZU), od prosinca 1992.[30]
- Nagrada za mir Caterina de' Medici (Akademija Medici u Pisi), 24. studenoga 1990.[31]
- član Senata, Accademia Medici International di Pisa, 24. studenoga 1990.[32]
- Oznaka s epoleta Vrhovnikapočasni doktor Sveučilišta La Jolla, studenoga 1990.
- Nagrada Centra za etničke manjine, 1991.
- Zmaj od Hrvatske, zmajsko ime, Družba "Braća Hrvatskoga Zmaja", 1992.[33]

### Vojno zvanje[34]
- Vrhovnik - najviši čin u oružanim snagama Hrvatske uveden 22. ožujka 1995. i dodijeljen predsjedniku Republike Hrvatske.[35] Čin vrhovnika nosio je samo Tuđman, a uz čin dolazila je i uniforma i odgovarajuće oznake.

Oznake čina sastojale su se od starohrvatskih motiva i ornamenta kao što su pleter, istarska koza, zvijezda i mjesec itd. Čin vrhovnika bio je istovrjedan maršalu u drugim vojskama, ukinut je 2002. Odora Vrhovnika čuva se u MORH-u.

## Djela
- Rat protiv rata, (Zagreb, 1957., 2. izd. 1969., slovensko izd. Vojna proti vojni, Ljubljana, 1961.)
- Stvaranje socijalističke Jugoslavije, (Zagreb, 1960., slovensko izd. Rojstvo socijalističke Jugoslavije, Ljubljana, 1961.)
- NOR u Hrvatskoj, (Vojna enciklopedija, III., 1960.)
- Okupacija i revolucija, (Zagreb, 1963.)
- Uvod u historiju socijalističke Jugoslavije,(1964.)
- Uzroci krize monarhističke Jugoslavije od ujedinjenja 1918. do sloma 1941., disertacija, knj. I. – II. (Zagreb, 1965.)
- Jugoslavenski odbor i stvaranje zajedničke države jugoslavenskih naroda, (1966.)
- Velike ideje i mali narodi, (Zagreb, 1969., 2. izd. 1970., 3. izd. 1996.)
- Nacionalno pitanje u suvremenoj Europi, (München-Barcelona, 1981., engl. izd. Nationalism in Contemporary Europe, New York, 1981., 2. izd. 1982., njem. izd. Die Nationalitaetenfrage im heutigen Europa, Lidingo, 1986.)
- Croatia on trial: the case of the Croatian historian dr. F. Tudjman, (London, 1981.)
- Na braniku povijesne istine: dokumenti sa suđenja 17-20. veljače 1981. u Zagrebu, (bez godine izd.)
- Na suđenju dr. Tuđmanu sudilo se Hrvatskoj, (London, 1981.)
- Stirbt Kroatien?, (Hamburg, 1981.)
- Državnost nacija - ključ mira Europe, (Lidingo, 1982.)
- O povijesti rješavanja hrvatskog pitanja i samoodređenja naroda u svijetu, (Toronto, 1987.)
- Stjepan Radić u hrvatskoj povijesti, (Sudbury, 1988.)
- Bespuća povijesne zbiljnosti, (Matica Hrvatska, Zagreb, 1989., 2. izd. 1989., 3. i 4. izd. 1990., njemačko izd. Irrwege der Geschichtswirklichkeit, Zagreb 1993., 5. izd. 1994., englesko izd. Horrors of War: Historical Reality and Philosophy, Washington, 1996., kinesko izd. Peking, 1998.)
- Izabrana djela Franje Tuđmana, (knj. I. – III.: Velike ideje i mali narodi, Nacionalno pitanje u suvremenoj Europi, Državnost nacija ključ - mira Europe, Bespuća povijesne zbiljnosti), (Zagreb, 1990.)
- Zna se. HDZ u borbi za samostalnost Hrvatske, knj. I. (Zagreb, 1992.), knj. II. (Zagreb, 1993.), knj. III. (Zagreb, 1995.), knj. IV. (Zagreb, 1998.)
- Hrvatska u monarhističkoj Jugoslaviji 1918. – 1941., knj. I. – II., (Zagreb, 1993.)
- Izvješće predsjednika Republike dr. Franje Tuđmana od stanju države i nacije, na zajedničkoj sjednici oba doma Hrvatskoga sabora, (Sabor, Zagreb, 1994.)
- Stanje hrvatske države i nacije, (izvješće predsjednika Republike i vrhovnoga zapovjednika Oružanih snaga Republike Hrvatske Hrvatskom saboru), (Ministarstvo obrane Republike Hrvatske - politička uprava, Zagreb 1995.)
- S vjerom u samostalnu Hrvatsku, (Zagreb, 1995.)
- Usudbene povjestice, (Zagreb, 1995.)
- Izvješće predsjednika Republike dr. Franje Tuđmana o stanju Hrvatske države i nacije u 1995. godini, na zajedničkoj sjednici oba doma Hrvatskoga sabora, (Zagreb, 1996.)
- Vlak slobode, (Zagreb, 1996.)
- Povijesna sudba naroda : Izabrani tekstovi, (Zagreb, 1996., njemačko izd. Das historische Schicksal des Volkes, Bonn, 1997., mađarsko izd. Népek történelmi sorsa Velagatott irasok (kézirat gyanánt), Budimpešta, 1997., bugarsko izd. Istoričeskata s'dba na narodite: Izabrani trudove, Sofija, 1997., češko izd. Dejinny udel národu, Vybrané texty, Prag, 1997., makedonsko izd. Istoriskata sudba na narodite, Izabrani tekstovi, Skoplje, 1998.)
- Misao hrvatske slobode - od nacionalne ugroženosti do državne samostalnosti (fragmenti misli i pogleda), Narodne novine, (Zagreb, 1997.)
- Izvješće predsjednika Republike dr. Franje Tuđmana o stanju hrvatske države i nacije u 1997. godini, na zajedničkoj sjednici oba doma Hrvatskoga državnog sabora, (Zagreb, 1998.)
- HDZ stožerna stranka demokratske Hrvatske, (Zagreb, 1998.)
- Izvješće predsjednika Republike dr. Franje Tuđmana o stanju hrvatske države i nacije u 1998. godini, na zajedničkoj sjednici oba doma Hrvatskoga državnog sabora, (Zagreb, 1999.)

### Posmrtno
- Petrinjska 18 : Zatvorski dnevnik iz 1972., (Zagreb, 2003.)
- Franjo Tuđman – Osobni dnevnik, knj. 1., 1973. – 1978., knj. 2., 1979. – 1983., knj. 3., 1984. – 1989., (urednik: Zvonimir Despot, Zagreb, 2011.)